# Grundviller
Grundviller là một xã trong vùng Grand Est, thuộc tỉnh Moselle, quận Sarreguemines, tổng Sarreguemines-Campagne. Tọa độ địa lý của xã là 49° 02' vĩ độ bắc, 06° 58' kinh độ đông. Grundviller nằm trên độ cao trung bình là 234 mét trên mực nước biển, có điểm thấp nhất là 222 mét và điểm cao nhất là 272 mét. Xã có diện tích 6,27 km², dân số vào thời điểm 1999 là 514 người; mật độ dân số là 81 người/km². Xã thuộc Pháp từ năm 1766.

## Thông tin nhân khẩu
| 1962 | 1968 | 1975 | 1982 | 1990 | 1999 |
| ---- | ---- | ---- | ---- | ---- | ---- |
| 387  | 402  | 431  | 514  | 501  | 514  |